# حفلة للأطفال

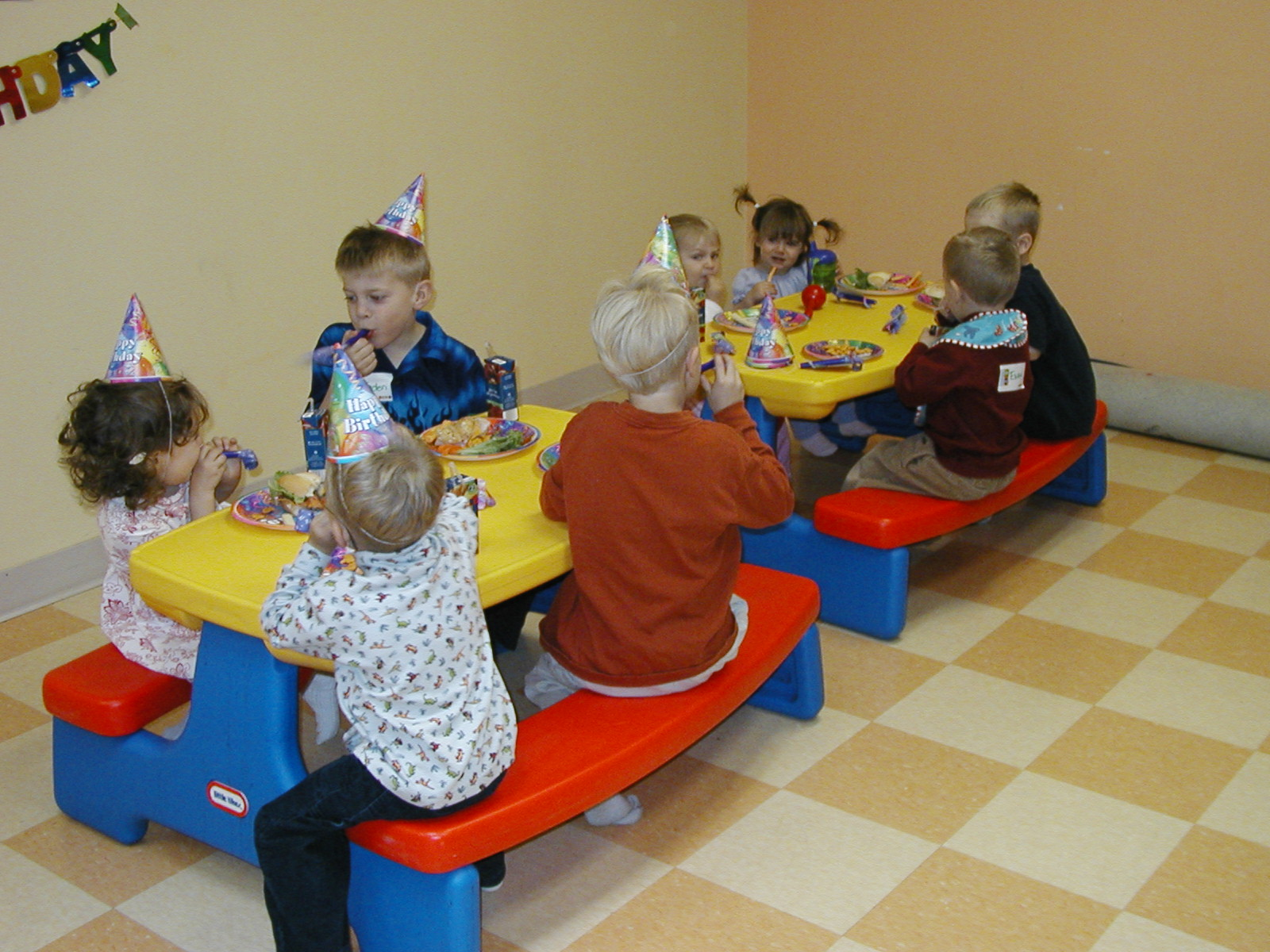
حفلة للأطفال الصغار

حفلة للأطفال «طرف الأطفال أو حزب الأطفال» وهي عبارة عن الحفلات التي يقيمها الأطفال تحت أشراف الوالدين فالأطفال يحبون الحفلات فهي تشكل مصدر فرح ولعب مع الاطفال الآخرين كحفلة «عيد الميلاد».
«نشأة الحفلات في ألمانيا».